# Saison 2008-2009 de Liège Basket
La saison 2008-2009 de Liège Basket est la 42e saison du club et la 9e saison dans l'élite.

## Effectif
| No | Joueur                 | Poste              | Taille (cm) | Naissance  | Nationalité |
| -- | ---------------------- | ------------------ | ----------- | ---------- | ----------- |
| 4  | Larry Owens            | Meneur/Ailier      | 201         | 08/01/1983 | États-Unis  |
| 5  | Xavier Collette        | Meneur             | 184         | 24/04/1985 | Belgique    |
| 6  | Olivier Troisfontaines | Meneur/Ailier      | 192         | 26/10/1989 | Belgique    |
| 7  | Gael Colson            | Ailier             | 190         | 17/03/1989 | Belgique    |
| 8  | Justin Cage            | Ailier/Ailier fort | 198         | 26/06/1985 | États-Unis  |
| 9  | Chris Hill             | Arrière            | 191         | 21/02/1983 | États-Unis  |
| 10 | Will Thomas            | Ailier fort        | 203         | 01/07/1986 | États-Unis  |
| 11 | Jerald Fields          | Ailier/Pivot       | 201         | 15/03/1982 | États-Unis  |
| 12 | Jamar Wilson           | Meneur             | 185         | 22/02/1984 | États-Unis  |
| 13 | Pierre-Antoine Gillet  | Ailier/Pivot       | 202         | 16/04/1991 | Belgique    |
| 15 | Eric Poole             | Ailier fort/Meneur | 204         | 03/08/1976 | États-Unis  |
|    | Terry Cummings Junior  | Ailier/Ailier fort | 208         | 31/08/1981 | États-Unis  |
|    | Bobby Anthony Walker   | Meneyr             | 202         | 04/12/1984 | États-Unis  |

Coach : Tom Johnson ( Canada)